# 石黒吉次郎
石黒 吉次郎（いしぐろ きちじろう、1947年〈昭和22年〉 - ）は、日本の国文学者。専修大学名誉教授。中世日本文学を専攻。

## 人物
山形県生まれ。1970年東京大学文学部国文科卒。73年同大学院博士課程中退。専修大学文学部助教授、教授、2018年定年退職。

## 著書
- 『中世演劇の諸相』桜楓社　1983
- 『中世芸道論の思想 兼好・世阿弥・心敬』国書刊行会　1993
- 『世阿弥 人と文学』勉誠出版　2003　日本の作家100人
- 『中世の演劇と文芸』新典社　2007
- 『御家騒動の物語 中世から近世へ』新典社新書　2009
- 『中世の芸能・文学試論』新典社研究叢書 2012
- 『中世文学の思想と風土』新典社、2019

### 現代語訳など
- 『鉢かづき・酒呑童子』勉誠社　1996　親子で楽しむ歴史と古典
- 『安西軍策 毛利元就合戦記』勉誠出版　1999　日本合戦騒動叢書
- 『完訳源平盛衰記 8　勉誠出版　2005　現代語で読む歴史文学
- 『謡曲画誌(うたいのえほん) 影印・翻刻・訳註』小林保治共編　勉誠出版　2011
- 『見る・知る・読む能五十番 カラー百科』小林保治共編著. 勉誠出版, 2013

### 監修
- 『古典文学書き出し結び総覧』日外アソシエーツ 1998
- 『日本文学研究文献要覧 古典文学』日外アソシエーツ 2000-2011